# Pałac w Skoroszowie
Pałac w Skoroszowie – zabytkowy pałac w miejscowości Skoroszów (województwo wielkopolskie). 
Piętrowy pałac biskupów wrocławskich zwieńczony dachem naczółkowym z wolimi oknami, kryty dachówką karpiówką. Od frontu główne wejście w łukowym portalu, nad którym umieszczony jest kartusz z herbem Franza Ludwika von Pfalz-Neuburg, palatyna reńskiego i datą 1700. Obiekt z końca XVI w., przebudowany w 1700, kiedy dokonano barokizacji i rozbudowy w pierwszej połowie XIX w. jest częścią zespołu pałacowego, w skład którego wchodzi jeszcze park z promenadą, z XIX w., zmieniony w 1928-34 i po 1958.

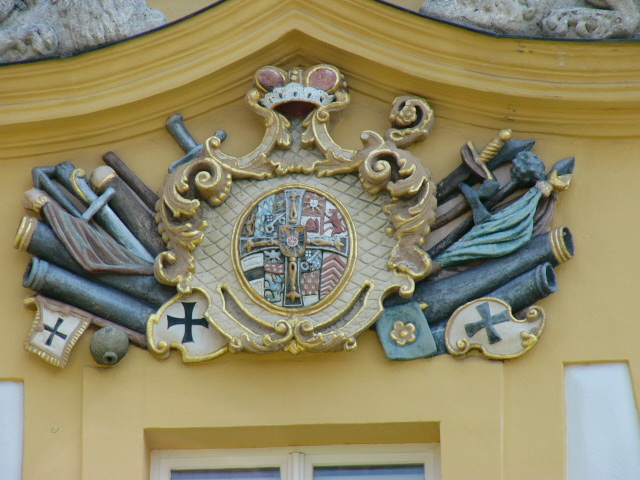
Herb F. Pfalz-Neuburg. Schloss Absberg(inne języki)